# Новиков, Лев Алексеевич
Лев Алексе́евич Но́виков (22 мая 1931, посёлок Фряново, Московская область — 18 марта 2003, Москва) — советский и российский лингвист, специалист в области русского языка и общей лингвистики. Доктор филологических наук (1974), профессор, заслуженный деятель науки Российской Федерации (1993), действительный член Международной академии наук высшей школы.

## Биография
В 1954 году окончил филологический факультет Московского государственного университета им. М. В. Ломоносова. С 1958 года преподавал на кафедре общего и русского языкознания в 1-м Московском государственном педагогическом институте иностранных языков. В 1961 году защитил диссертацию кандидата филологических наук на тему «Омонимия имён существительных в современном русском литературном языке».
В 1962 году был приглашён на должность старшего преподавателя кафедры русского языка филологического факультета МГУ. С 1966 года работал в Научно-методическом центре русского языка МГУ, в 1973 преобразованном в Государственный институт русского языка имени А. С. Пушкина (заведующий сектором учебной лексикографии, затем заместитель директора по науч. работе). В 1974 году защитил докторскую диссертацию «Антонимия в русском языке. (Теория. Семантический анализ. Классификация антонимов)».
С 1977 года до своей смерти возглавлял кафедру общего и русского языкознания на филологическом факультете РУДН, в 1991—1996 годах — декан факультета (последний декан историко-филологического факультета РУДН, в 1996 году факультет стал просто филологическим). В 1988—1994 годах работал также в Институте русского языка АН СССР (РАН). Был председателем Совета по защите диссертаций.
Принимал участие в разработке федеральной целевой программы «Русский язык». Заместитель главного редактора журнала «Русская речь», главный редактор «Вестника Российского университета дружбы народов. Серия Лингвистика».
Под редакцией Л. А. Новикова в 2003 году вышел учебник «Русский язык», в котором были собраны воедино такие разделы, как «Фонетика», «Лексикология», «Словообразование», «Морфология», «Синтаксис» (ранее они выходили по отдельности).
Похоронен на Троекуровском кладбище.
Дети также преподают лингвистические дисциплины в РУДН: дочь Марина — доктор филологических наук, доцент ВАК РФ, профессор кафедры русского языка юридического института РУДН, сын Алексей (род. 1964) — доцент кафедры общего и русского языкознания РУДН.

## Научная деятельность
Ряд исследований Л. А. Новикова посвящён разработке принципов и методов изучения языка художественной литературы и различных проблем поэтики слова, а также анализу языка советских и русских писателей.

## Основные работы
- Антонимия в русском языке (Семантический анализ противоположности в лексике). М., 1973.
- Лингвистическое толкование художественного текста. М., 1979.
- Семантика русского языка. М.: Высшая школа, 1982. — 292 с.
- Искусство слова. М.: Педагогика, 1982. — 128 с. (книга для детей);
- Искусство слова [печатный текст] / Новиков, Лев Алексеевич, Автор (Author); Петрянов-Соколов, Игорь Васильевич, Главный редактор (Publishing editor); Кнунянц, Иван Людвигович, Редактор (Editor); Сахаров, Андрей Николаевич, Редактор (Editor); Караулов, Ю. Н., Автор обозрения, рецензии (Reviewer); Львов, Михаил Ростиславович, Автор обозрения, рецензии (Reviewer); Доброхотова-Майкова, Наталья Александровна, Художник (Artist); Доброхотова, Т., Художник (Artist); Габисония, Н. Н., Редактор (Editor). — 2-е издание. — Москва : Педагогика, 1991. — 141, [3] с.: ил.; 17 см. — (Библиотечка Детской энциклопедии «Ученые — школьнику») .- 200 000 экземпляров . — ISBN 5-7155-0339-6 : 1 р.[4]
- Стилистика орнаментальной прозы Андрея Белого. М.: Наука, 1990
- Современный русский язык. Учебник для филологических факультетов вузов. М., 1999, 2003, 2011 (редактор).
- Избранные труды.
  - Том I. Проблемы языкового значения.
  - Том II. Эстетические аспекты языка. Miscellahea. — М.: Изд-во РУДН, 2001. — 842 с.: ил.; 1500 экз. — ISBN 5-209-01407
- Художественный текст и его анализ. М., 2003, 2007.

## Звания и награды
- Заслуженный деятель науки Российской Федерации
- Академик Международной академии наук высшей школы[5].
- Медаль «За доблестный труд. В ознаменование 100-летия со дня рождения В. И. Ленина»